# Старое Гарколово
Старое Гарколово (ижор. Harkkola) — деревня в Вистинском сельском поселении Кингисеппского района Ленинградской области.

## История
На карте Ингерманландии А. И. Бергенгейма, составленной по шведским материалам 1676 года, обозначена деревня Harkolla.
На шведской «Генеральной карте провинции Ингерманландии» 1704 года — Hårkola.
Как деревня Горкола она упомянута на «Географическом чертеже Ижорской земли» Адриана Шонбека 1705 года.
Как деревня Гаркала обозначена на карте Ингерманландии А. Ростовцева 1727 года.
Упоминается на карте Санкт-Петербургской губернии Я. Ф. Шмидта 1770 года как деревня Гаркулово у.
На карте Санкт-Петербургской губернии Ф. Ф. Шуберта 1834 года обозначена деревня Гарколова при мызе Дибича.

ГАРКОЛОВО — деревня принадлежит полковнику барону Притвицу, число жителей по ревизии: 68 м. п., 66 ж. п. (1838 год)

В пояснительном тексте к этнографической карте Санкт-Петербургской губернии П. И. Кёппена 1849 года она записана как деревня Harkola (Сельцо Забалканское, прежнее Гарколово) и указано количество её жителей на 1848 год: эвремейсов — 5 м. п., 6 ж. п., ижоры — 78 м. п., 64 ж. п., всего 153 человека. Ижоры относились к православному Сойкинскому Николаевскому приходу, эвремейсы — к лютеранскому приходу Сойккола.
На карте профессора С. С. Куторги 1852 года упомянута как деревня Гаркалова при мызе Барона Дибича.

ЗАБАЛКАНСКОЕ — сельцо генерал-лейтенанта Притвица, 10 вёрст по почтовой, а остальное по просёлкам, число дворов — 16, число душ — 66 м. п. (1856 год)

ГАРКОЛОВО (сельцо ЗАБАЛКАНСКОЕ) — деревня, число жителей по X-ой ревизии 1857 года: 68 м. п., 48 ж. п., всего 116 чел.

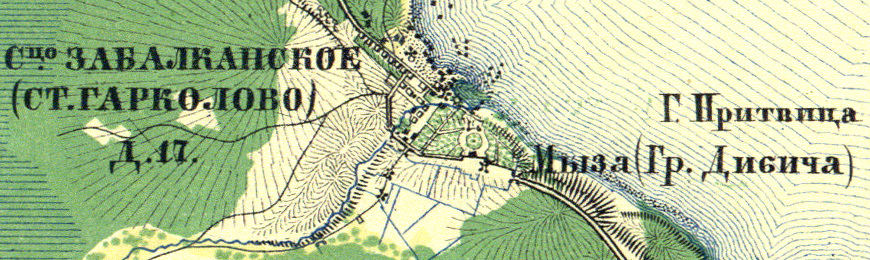
Деревня Старое Гарколово на карте 1860 года

Согласно «Топографической карте частей Санкт-Петербургской и Выборгской губерний» в 1860 году деревня называлась Сельцо Забалканское или Старое Гарколово и состояла из 17 крестьянских дворов. К востоку от деревни находилась Мыза господина Притвица (графа Дибича).

ГАРКОЛОВО (ЗАБАЛКАНСКАЯ) — мыза владельческая при речке безымянной, число дворов — 1, число жителей: 9 м. п., 6 ж. п. 

ГАРКОЛОВО — деревня владельческая при речке безымянной, число дворов — 16, число жителей: 70 м. п., 50 ж. п.; Часовня. (1862 год)

ГАРКОЛОВО (сельцо ЗАБАЛКАНСКОЕ) — деревня, по земской переписи 1882 года: семей — 34, в них 94 м. п., 90 ж. п., всего 184 чел.

В 1883—1884 годах временнообязанные крестьяне деревни выкупили свои земельные наделы у А. И. Притвица и стали собственниками земли.
Согласно материалам по статистике народного хозяйства Ямбургского уезда 1887 года мызы Забалканская и Урмизно общей площадью 953 десятины принадлежали барону А. И. Притвицу, мызы были приобретены до 1868 года.

ГАРКОЛОВО (сельцо ЗАБАЛКАНСКОЕ) — деревня, число хозяйств по земской переписи 1899 года — 39, число жителей: 111 м. п., 103 ж. п., всего 214 чел.;
 разряд крестьян: бывшие владельческие; народность: русская — 39 чел., финская — 195 чел.

В 1900 году, согласно «Памятной книжке Санкт-Петербургской губернии», мыза Забалканская принадлежала барону Александру Ивановичу Притвицу.
В конце XIX — начале XX века деревня административно относилась к Стремленской волости 2-го стана Ямбургского уезда Санкт-Петербургской губернии. Население деревни было смешанным — финско-ижорским.
В 1917 году деревня Гарколово входила в состав Стремленской волости Ямбургского уезда.
С 1917 по 1923 год деревня Гарколово входила в состав Гарколовского сельсовета Сойкинской волости Кингисеппского уезда.
С 1923 года в составе Ловколовского сельсовета.
Согласно данным переписи населения СССР 1926 года в деревне Старо-Гарколово проживал 241 человек, большинство ижоры, а также финны, немцы, русские и эстонцы.
С 1927 года в составе Котельского района.
В 1928 году население деревни Гарколово составляло 333 человека.
Согласно топографической карте 1930 года деревня называлась Старое Горколово (Забалканское) и насчитывала 62 двора.
С 1931 года в составе Кингисеппского района.
По данным 1933 года село Гарколово входило в состав Ловколовского сельсовета Кингисеппского района.

План деревни Старое Гаркалово. 1938 год

Согласно топографической карте 1938 года деревня называлась Старое Горколово (Забалканское) и насчитывала 67 дворов, в центре деревни находилась часовня.
Деревня была освобождена от немецко-фашистских оккупантов 1 февраля 1944 года.
С 1950 года в составе Стремленского сельсовета.
В 1958 году население деревни Гарколово составляло 139 человек.
С 1959 года в составе Сойкинского сельсовета.
По данным 1966, 1973 и 1990 годов деревня Старое Гарколово также входила в состав Сойкинского сельсовета Кингисеппского района.
В 1997 году в деревне Старое Гарколово проживали 35 человек, в 2002 году — 30 человек (русские — 97 %), деревня входила в состав Сойкинской волости с административным центром в деревне Вистино, в 2007 году — 15 человек.

## География
Деревня расположена в северной части района на автодороге 41А-007 (Санкт-Петербург — Ручьи).
Расстояние до административного центра поселения — 19 км.
Расстояние до железнодорожной платформы Косколово — 34 км.
Деревня находится на Сойкинском полуострове у побережья Финского залива.

## Демография
| 1862 | 2007 | 2010 | 2017 |
| ---- | ---- | ---- | ---- |
| 135  | ↘15  | ↗21  | ↘10  |

### Национальный состав
Согласно данным Всероссийской переписи населения 2021 года в деревне проживали 36 человек, все русские.

## Инфраструктура
В деревне расположена база военно-охотничьего общества Санкт-Петербурга «Старое Гарколово».

## Достопримечательности
- «Башня Дибича» на территории бывшей усадьбы Забалканской

## Фото

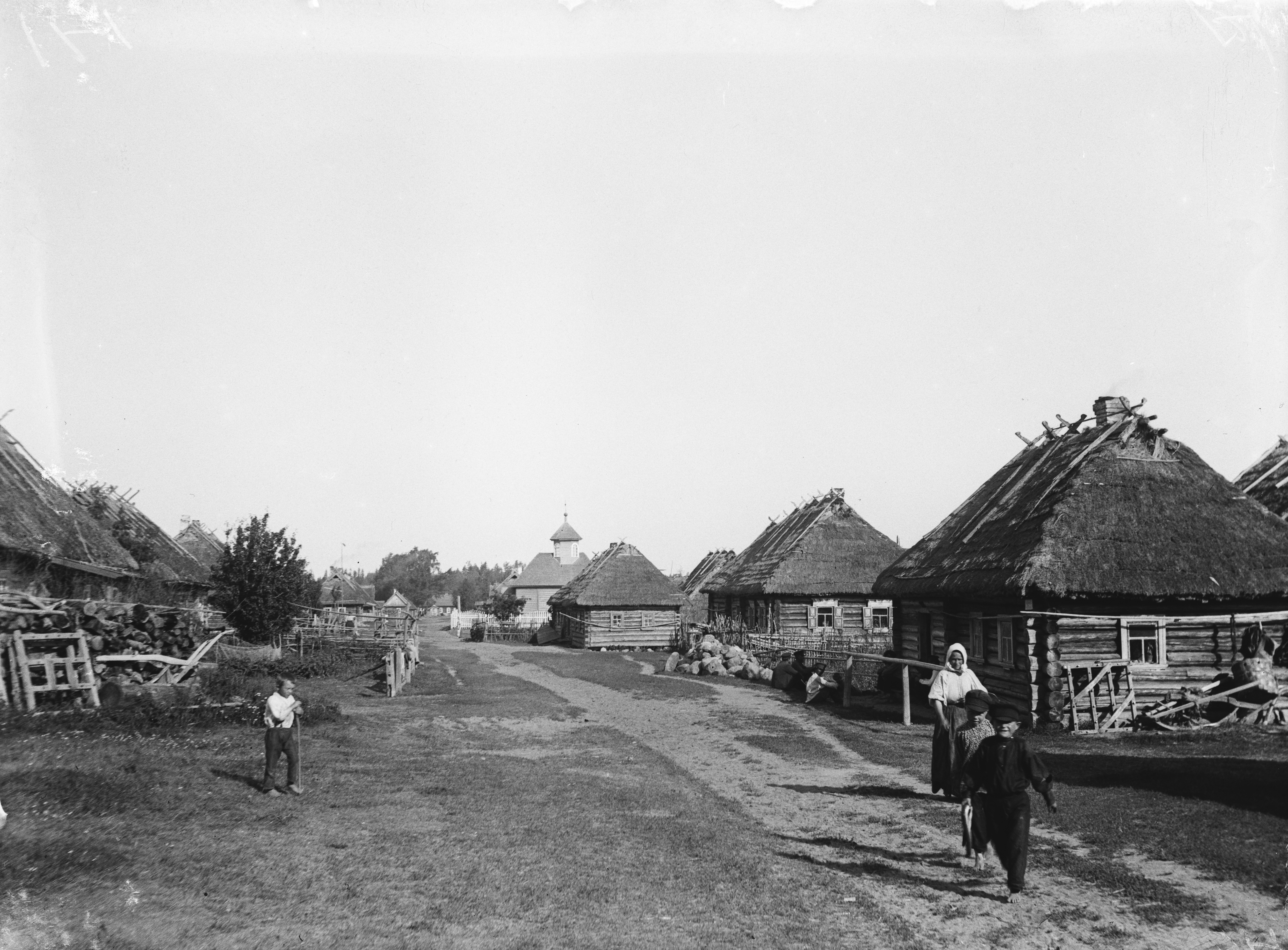
Деревня Гарколово. 1911 год
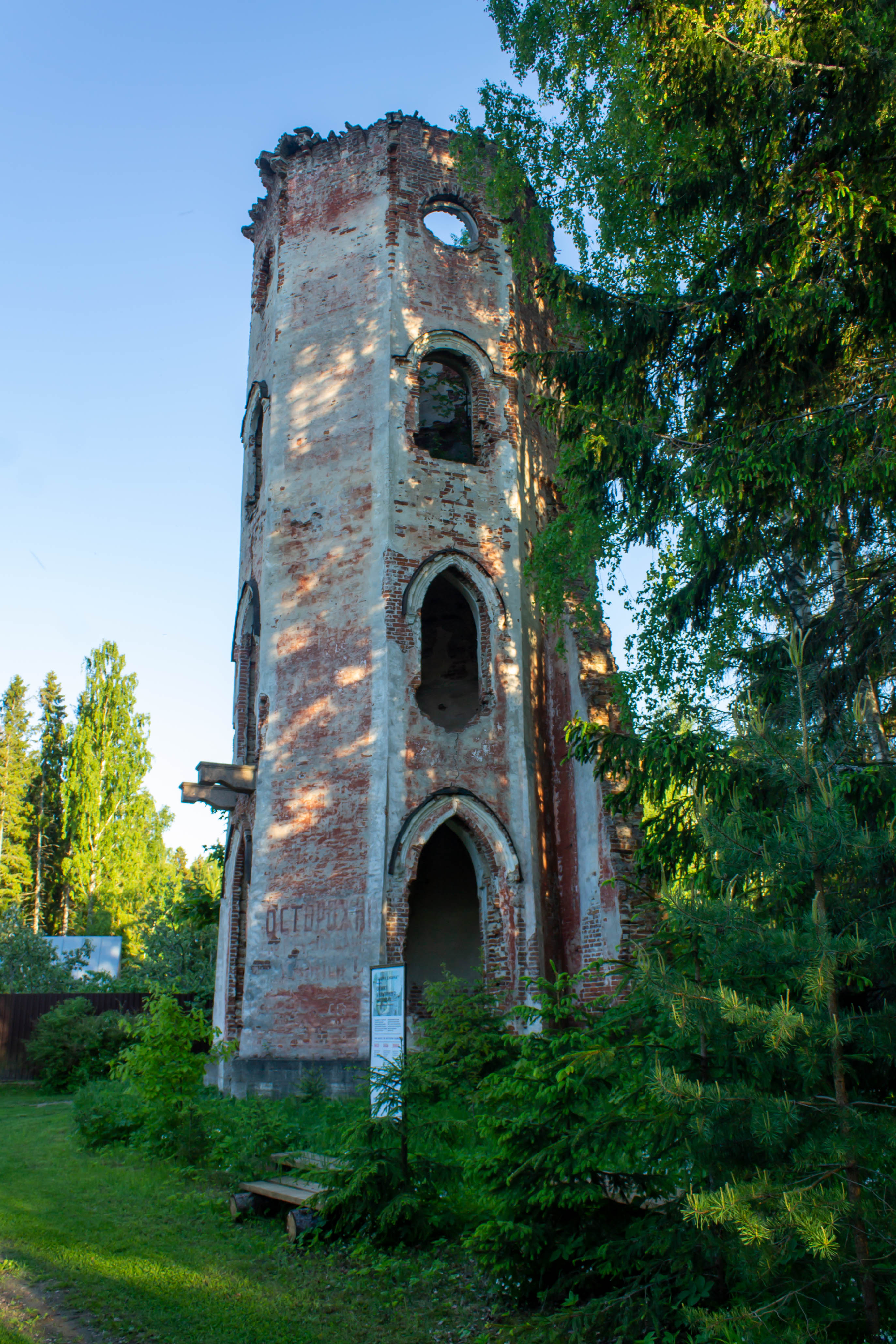
«Башня Дибича». 2022 год
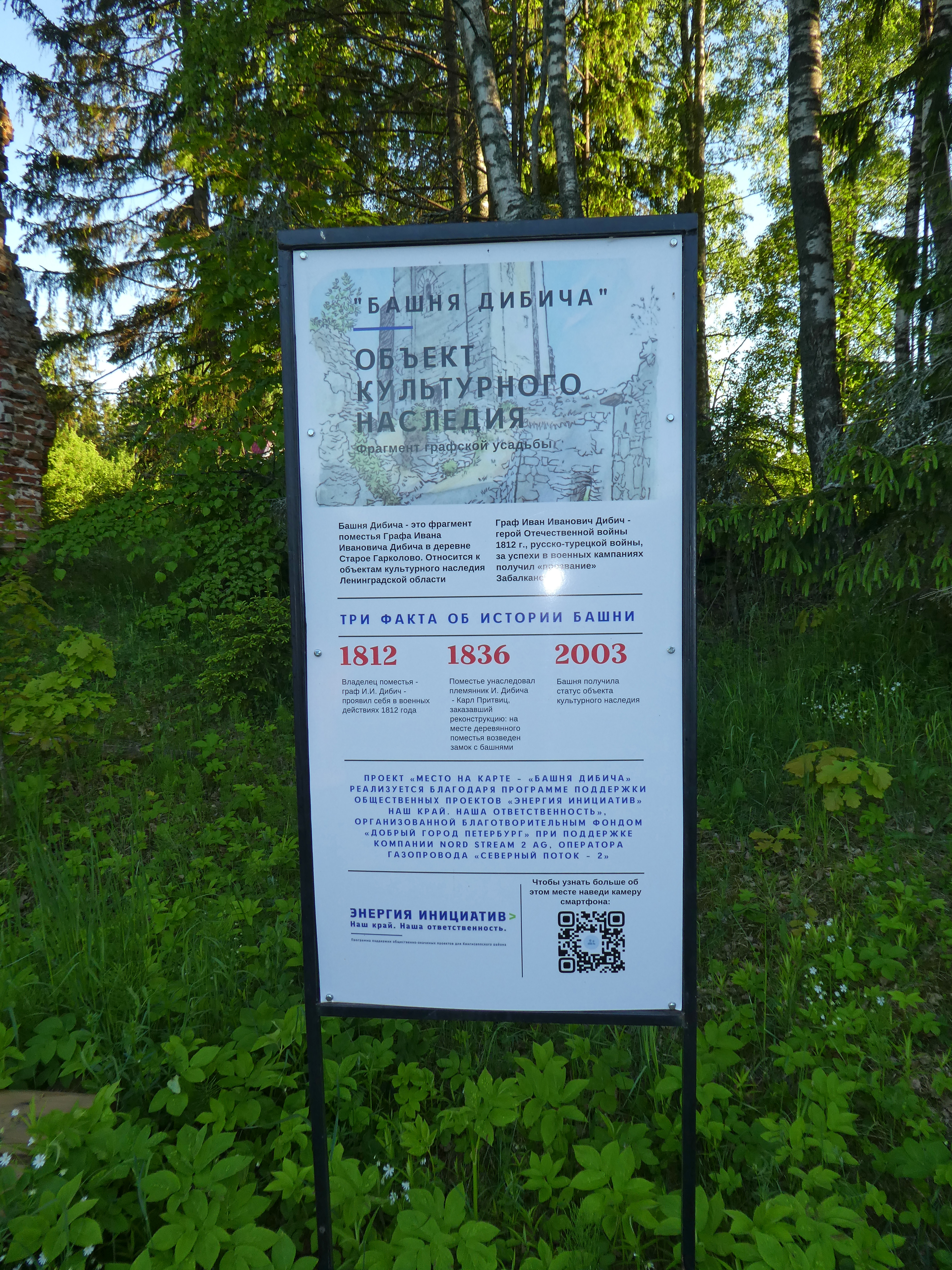
Информационный щит. 2022 год

## Улицы
Дибича, Забалканская, Заречный переулок, Пограничная, Прибрежный переулок, Сиреневая, Тихая.